# Grallaire à capuchon
Grallaricula cucullata
Espèce
Statut de conservation UICN

 VU  : Vulnérable
La Grallaire à capuchon (Grallaricula cucullata) est une espèce d'oiseaux de la famille des Grallariidae.

## Description
L'adulte type mesure environ 10 cm pour un poids de 18 g à 24 g (pour les mâles). Le dimorphisme sexuel n'est pas très prononcé.

## Liste de sous-espèces
Selon BioLib (8 août 2019) :
- Grallaricula cucullata cucullata (P. L. Sclater, 1856) — Colombie
- Grallaricula cucullata venezuelana Phelps & W. H. Phelps Jr, 1956 — Colombie et ouest du Venezuela

## Répartition et habitat
Son aire s'étend de manière dissoute à travers les montagnes de Colombie et de l'ouest du Venezuela.
Son habitat naturel est subtropical, des forêts tropicales humides, habituellement au dessus de 500 m d'altitude.